# Ruda Lubycka
Ruda Lubycka (prononciation [ˈruda luˈbɨt͡ska]) est une localité de la gmina de Lubycza Królewska du powiat de Tomaszów Lubelski dans la voïvodie de Lublin, située dans l'est de la Pologne.

## Administration
De 1975 à 1998, la localité est attachée administrativement à l'ancienne voïvodie de Zamość.

Depuis 1999, elle fait partie de la nouvelle voïvodie de Lublin.